# Conseil exécutif de Terre-Neuve-et-Labrador
Le Conseil exécutif de Terre-Neuve-et-Labrador (Executive Council of Newfoundland and Labrador en anglais), souvent appelé le Cabinet de Terre-Neuve-et-Labrador, est le cabinet de la province canadienne de Terre-Neuve-et-Labrador. Il est presque toujours composé de membres de la Chambre d'assemblée de Terre-Neuve-et-Labrador. Le chef du conseil est le lieutenant-gouverneur de la province. Les autres membres sont choisis par le Premier ministre de Terre-Neuve-et-Labrador et nommés par le lieutenant-gouverneur. Le conseil se rencontre à l'édifice Confederation (en) à Saint-Jean de Terre-Neuve, la capitale de la province.